# Järsta, Åre kommun
Järsta (Gärdsta)  är kyrkbyn i Marby socken, Åre kommun, Jämtland.
Orten ligger vid sydvästra stranden av Storsjön nära Håkansta som har färjeförbindelse med Norderön.
Här ligger Marby nya kyrka och Marby gamla kyrka.